# Osvaldo Farrés
Pour les articles homonymes, voir Farrés.
 (janvier 2017).
Si vous disposez d'ouvrages ou d'articles de référence ou si vous connaissez des sites web de qualité traitant du thème abordé ici, merci de compléter l'article en donnant les références utiles à sa vérifiabilité et en les liant à la section « Notes et références ».
| Audio externe | |
|               | Vous pouvez écouter Luis G. Roldan et l'Orchestre Panaméricain Alfredo Antonini de la CBS avec l'accordéoniste John Serry Sr. en train d'interpréter le bolero "Tres Palabras" d'Osvaldo Farres en 194? Ici(en) |

Osvaldo Farrés est un compositeur cubain né le 13 janvier 1902 à Quemado de Güines (province de Villas à Cuba), décédé le 22 décembre 1985. Sa capacité innée de composition musicale l'a placé au zénith de la culture cubaine.
Dans les années 1940, il anime l'émission de radio El Bar Melódico de Osvaldo Farrés, adaptée par la suite pour la télévision. Son boléro Quizás, quizás, quizás (1947) a connu un énorme succès international, et sera adapté en anglais sous le titre Perhaps, perhaps, perhaps et interprété entre autres par Nat King Cole (en 1958) et Doris Day.
Depuis 1962, il a quitté son pays natal, Cuba, il a vécu dans l'état de New Jersey aux États-Unis d'Amérique . 
Depuis 1950, il est membre éminent de la Société parisienne des auteurs, compositeurs et éditeurs de musique (SACEM).
Il a composé d'autres chansons comme Toda una vida (adapté en français sous le titre Toute la vie par Jacques Larue), Esta noche o nunca, Tres Palabras, Acércate más, No, no y no, No me vayas a engañar, Acaríciame, qui ont été interprétés par Antonio Machin, Édith Piaf, Bing Crosby, Julio Iglesias, Maurice Chevalier, Plácido Domingo, Los Panchos, Johnny Mathis, Katyna Ranieri, Pedro Vargas, Toña La Negra, Lucho Gatica, Olga Guillot, Sara Montiel, Carlos J. Ramírez, Leo Marini, Hugo Romani, Fernando Albuerne, John Serry (père) , etc.